# Ermenilda
Ermenilda, Eormenhild ou Ermengild est une princesse et religieuse anglo-saxonne du VIIe siècle.

## Biographie
Eormenhild est l'une des deux filles du roi Eorcenberht de Kent et de sa femme, la princesse est-anglienne Seaxburh. Elle a deux frères, Ecgberht et Hlothhere, et une sœur, Eorcengota. Elle épouse le roi de Mercie Wulfhere et lui donne un fils, Cenred, et une fille, Werburh. L'historien D. P. Kirby considère ce mariage comme le reflet d'une volonté mercienne de se rapprocher du Kent déjà chrétien et, au-delà, du monde franc. La Mercie est alors en effet en pleine christianisation.
Après la mort de son époux, en 675, Eormenhild entre dans les ordres et se retire dans le monastère fondé par sa mère à Minster, sur l'île de Sheppey. Lorsque sa mère quitte Sheppey pour l'abbaye d'Ely, Eormenhild lui succède à la tête du monastère. Elle se rend par la suite à son tour à Ely, où elle succède à nouveau à sa mère comme abbesse. Elle meurt aux alentours de l'an 700. Inhumée à Ely, elle est vénérée comme sainte, et fêtée le 13 février. Sa fille Werburh devient abbesse d'Ely après elle.
Toutes les informations sur Eormenhild proviennent de sources rédigées bien après sa mort. Seule une copie d'une charte du roi Wihtred de Kent la mentionne de son vivant, en 699. Elle n'est pas mentionnée par Bède le Vénérable dans son Histoire ecclésiastique du peuple anglais, contrairement à sa sœur Eorcengota.